# Gene Chandler

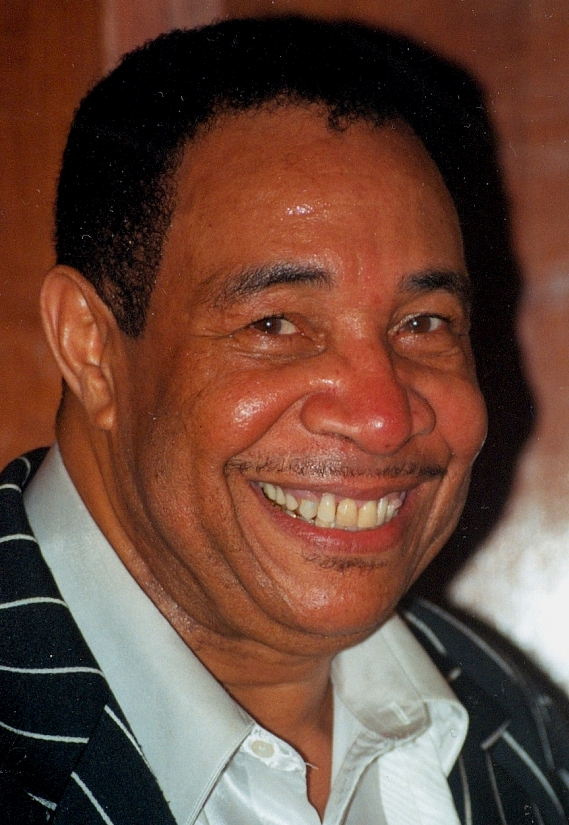
Gene Chandler (1999)

Gene Chandler (* 6. Juli 1937 als Eugene Dixon in Chicago, Illinois) ist ein US-amerikanischer Sänger und Musikproduzent. Als Sänger war er sowohl im Pop- wie im Rhythm-and-Blues-Bereich erfolgreich.

## Leben
Als Chandler noch Eugene Dixon hieß, gründete er mit 18 Jahren die Vokalgruppe The Gaytones, zwei Jahre später schloss er sich der Chicagoer Rock and Roll-Gruppe The Dukays an. Schon kurz darauf ging er für drei Jahre zur US-Army, wo er den größten Teil seines Militärdienstes in Deutschland verbrachte. Während dieser Zeit versuchte er sich in den Soldatenklubs als Solosänger. 1960 kehrte Eugene zu den Dukays zurück, die inzwischen einen Plattenvertrag bei der kleinen Firma Nat Records abgeschlossen hatten. Im Sommer 1961 hatte er mit den Dukays seinen ersten Plattenerfolg, der Titel The Girl’s A Devil hielt sich drei Wochen lang in den Top 100 der US-Popcharts und erreichte als beste Notierung Platz 64.
Noch im gleichen Jahr schrieben die Bandmitglieder Earl Edwards und Bernice Williams den Titel Duke of Earl, von dessen Erfolgschancen sie so überzeugt waren, dass sie ihn der großen Plattenfirma Vee-Jay anboten, die bereits Größen wie Jerry Butler und Jimmy Reed unter Vertrag hatte. Da die bisherige Plattenfirma Nat auf ihrem Vertrag bestand, handelte Vee-Jay-Manager Calvin Carter einen Kompromiss aus, nach dem der Song mit Eugene als Solostück produziert werden sollte. Nachdem Eugene sich auch noch den Künstlernamen Gene Chandler zugelegt hatte, konnte Vee-Jay die Platte im Winter 1961 veröffentlichen. Bereits am 13. Januar 1962 zog Duke of Earl in die Top 100 bei Billboard ein und stand später drei Wochen lang auf Platz eins. In der Billboard-Jahresbilanz wurde der Titel auf Rang 13 gelistet. Mit Rainbow, You Threw a Lucky Punch und Man’s Temptation hatte Chandler noch weitere Hits bei Vee-Jay, danach wechselte er im Sommer 1963 zur Plattenfirma Constellation. Dort begann eine erfolgreiche Zusammenarbeit mit Curtis Mayfield, der für Chandler unter anderem die Erfolgstitel Just Be True und Nothing Can Stop Me schrieb. Mit diesen beiden Songs erreichte Chandler vor allem in den Rhythm-and-Blues-Charts gute Platzierungen (4., 3.). Als Constellation 1966 den Betrieb einstellte, wurde Chandler zunächst von der Chicagoer Plattenfirma Checker Records unter Vertrag genommen, wo er jedoch bis 1969 nur mit I Fooled You This Time zu einem Top-50 Erfolgstitel kam. Es folgten ebenso erfolglose Jahre bei Brunswick, ehe er 1970 mit Groovy Situation bei Mercury auf Rang 12 wieder einen Hit verbuchen konnte, der zu seinem einzigen Millionenseller wurde.
Zu dieser Zeit hatte Chandler bereits eine neue Karriere als Inhaber zweier Musikverlage und der Plattenfirma Bamboo sowie als Produzent gestartet. Bei Bamboo produzierte er 1969 den Titel Backfield in Motion, der mit dem Duo Mel & Tim zu einem Millionenerfolg wurde.

## Auszeichnungen
Für seine erfolgreichen Produktionen wurde er mehrfach ausgezeichnet. 1970 wurde er mit dem Titel „Producer of the Year“ geehrt. Die Rhythm and Blues Foundation verlieh Chandler 1997 den Pioneer Awards.
2002 wurde sein Hit Duke of Earl in die Grammy Hall of Fame aufgenommen.

## Diskografie (US-Singles)
| Titel                                                                      | Kat. Nr.      | Veröffentlichung |
| -------------------------------------------------------------------------- | ------------- | ---------------- |
|                                                                            | Vee Jay       |                  |
| Duke of Earl / Kissin’ in the Kitchen                                      | 416           | Dezember 1961    |
| Walk On with the Duke / London Town                                        | 440           | April 1962       |
| Daddy’s Home / The Big Lie                                                 | 450           | Juni 1962        |
| I’ll Follow You / You Left Me                                              | 455           | August 1962      |
| Tear for Tear / Miracle After Miracle                                      | 461           | September 1962   |
| You Threw a Lucky Punch / Rainbow                                          | 468           | November 1962    |
| Check Yourself / Forgive Me                                                | 511           | April 1963       |
| Baby, That’s Love / Man’s Temptation                                       | 536           | Juni 1963        |
|                                                                            | Constellation |                  |
| From Day to Day / It’s so Good for Me                                      | 104           | August 1963      |
| Pretty Little Girl / A Little Like Lovin’                                  | 110           | Dezember 1963    |
| Think Nothing About It / Wish You Where Here                               | 112           | Februar 1964     |
| Soul Hootenanny (Pt1) / Soul Hootenanny (Pt2)                              | 114           | April 1964       |
| A Song Called Soul / You Left Me                                           | 124           | Mai 1964         |
| Just Be True / A Song Called Soul                                          | 130           | Juni 1964        |
| Bless Our Love / London Town                                               | 136           | September 1964   |
| What Now / If You Can’t Be True                                            | 141           | November 1964    |
| You Can’t Hurt Me No More / Everybody Let’s Dance                          | 146           | Februar 1965     |
| Nothing Can Stop Me / The Big Lie                                          | 149           | April 1965       |
| Rainbow’ 65 (Pt1) / Rainbow’ 65 (Pt2)                                      | 158           | August 1965      |
| Good Times / No One Can Love You                                           | 160           | August 1965      |
| Here Come the Tears / Soul Hootenanny (Pt2)                                | 164           | Oktober 1965     |
| Baby, That’s Love / Bet You Never Thought                                  | 166           | Dezember 1965    |
| Fool for You / Buddy Ain’t It a Shame                                      | 167           | 1966             |
| I Can Take Care of Myself / If I Can’t Save It                             | 169           | 1966             |
| Mr. Big Shot / I Hate to Be the One to Say                                 | 172           | 1966             |
|                                                                            | Checker       |                  |
| I Fooled You This Time / Such a Pretty Thing                               | 155           | 1966             |
| To Be a Lover / After the Laughter                                         | 1165          | 1967             |
| I Won’t Need You / No Peace, No Satisfaction                               | 1190          | 1967             |
| River of Tears / It’s Time to Settle Down                                  | 1199          | 1968             |
| Go Back Home / In My Baby’s House                                          | 1220          | 1969             |
|                                                                            | Brunswick     |                  |
| Girl Don’t Care / My Love                                                  | 55312         | 1967             |
| There Goes the Lover / Tell Me What Can I Do                               | 55339         | 1967             |
| Love Won’t Start / Show Me the Way to Go (& Barbara Acklin)                | 55366         | 1968             |
| There Was a Time / Those Were the Good Old Days                            | 55383         | 1968             |
| From the Teacher to the Preacher / Anywhere but Nowhere (& Barbara Acklin) | 55387         | 1968             |
| Teacher, Teacher / Pit of Loneliness                                       | 55394         | 1968             |
| Little Green Apples / Will I Find You (& Barbara Acklin)                   | 55405         | 1969             |
| Eleanor Rigby / Familiar Footsteps                                         | 55413         | 1969             |
| This Bitter Earth / Suicide                                                | 55425         | 1969             |

## Chartplatzierungen

### Alben
| Jahr | Titel Musiklabel                                   | Höchstplatzierung, Gesamtwochen, AuszeichnungChartplatzierungen (Jahr, Titel, Musiklabel, Platzierungen, Wochen, Auszeichnungen, Anmerkungen) | Höchstplatzierung, Gesamtwochen, AuszeichnungChartplatzierungen (Jahr, Titel, Musiklabel, Platzierungen, Wochen, Auszeichnungen, Anmerkungen) | Anmerkungen |
| Jahr | Titel Musiklabel                                   | US | R&B | Anmerkungen |
| ---- | -------------------------------------------------- | --- | --- | ----------- |
| 1962 | Duke of Earl Vee Jay                               | US69 (8 Wo.)US | — |             |
| 1966 | Gene Chandler – Live On Stage in ’65 Constellation | US124 (3 Wo.)US | R&B5 (19 Wo.)R&B |             |
| 1970 | The Gene Chandler Situation                        | US178 (9 Wo.)US | R&B35 (8 Wo.)R&B |             |
| 1979 | Get Down                                           | US47 (20 Wo.)US | R&B12 (20 Wo.)R&B |             |
| 1979 | When Your # 1                                      | US153 (3 Wo.)US | R&B50 (8 Wo.)R&B |             |
| 1980 | Gene Chandler ’80                                  | US87 (18 Wo.)US | R&B11 (23 Wo.)R&B |             |

grau schraffiert: keine Chartdaten aus diesem Jahr verfügbar

### Singles
| Jahr | Titel Album                                              | Höchstplatzierung, Gesamtwochen, AuszeichnungChartplatzierungen (Jahr, Titel, Album, Platzierungen, Wochen, Auszeichnungen, Anmerkungen) | Höchstplatzierung, Gesamtwochen, AuszeichnungChartplatzierungen (Jahr, Titel, Album, Platzierungen, Wochen, Auszeichnungen, Anmerkungen) | Höchstplatzierung, Gesamtwochen, AuszeichnungChartplatzierungen (Jahr, Titel, Album, Platzierungen, Wochen, Auszeichnungen, Anmerkungen) | Anmerkungen                                                          |
| Jahr | Titel Album                                              | UK | US | R&B | Anmerkungen                                                          |
| ---- | -------------------------------------------------------- | --- | --- | --- | -------------------------------------------------------------------- |
| 1962 | Duke of Earl –                                           | — | US1 (15 Wo.)US | R&B1 (13 Wo.)R&B | Erstveröffentlichung: Dezember 1961 Katalog-Nummer: 416              |
| 1962 | You Threw a Lucky Punch –                                | — | US49 (8 Wo.)US | R&B25 (2 Wo.)R&B | Erstveröffentlichung: November 1962 Katalog-Nummer: 468              |
| 1963 | Rainbow –                                                | — | US47 (12 Wo.)US | R&B11 (12 Wo.)R&B | Erstveröffentlichung: November 1962 Katalog-Nummer: 468              |
| 1963 | Man’s Temptation –                                       | — | US71 (7 Wo.)US | R&B17 (9 Wo.)R&B | Erstveröffentlichung: Juni 1963 Katalog-Nummer: 536                  |
| 1964 | Think Nothing About It –                                 | — | — | R&B28 (7 Wo.)R&B | Erstveröffentlichung: Februar 1964 Katalog-Nummer: 112               |
| 1964 | Soul Hootenanny (Pt. I) –                                | — | US92 (2 Wo.)US | R&B23 (7 Wo.)R&B | Erstveröffentlichung: April 1964 Katalog-Nummer: 114                 |
| 1964 | Just Be True –                                           | — | US19 (10 Wo.)US | R&B4 (16 Wo.)R&B | Erstveröffentlichung: Juni 1964 Katalog-Nummer: 130                  |
| 1964 | Bless Our Love –                                         | — | US39 (9 Wo.)US | R&B4 (12 Wo.)R&B | Erstveröffentlichung: September 1964 Katalog-Nummer: 136             |
| 1964 | What Now –                                               | — | US40 (8 Wo.)US | R&B18 (2 Wo.)R&B | Erstveröffentlichung: November 1964 Katalog-Nummer: 141              |
| 1965 | You Can’t Hurt Me No More –                              | — | US92 (1 Wo.)US | R&B40 (2 Wo.)R&B | Erstveröffentlichung: Februar 1965 Katalog-Nummer: 146               |
| 1965 | Nothing Can Stop Me –                                    | UK41 (4 Wo.)UK | US18 (12 Wo.)US | R&B3 (15 Wo.)R&B | Erstveröffentlichung: April 1965 Katalog-Nummer: 149                 |
| 1965 | Good Times –                                             | — | US92 (3 Wo.)US | R&B40 (2 Wo.)R&B | Erstveröffentlichung: August 1965 Katalog-Nummer: 160                |
| 1965 | Rainbow ’65 (Part I) –                                   | — | US69 (8 Wo.)US | R&B2 (12 Wo.)R&B | Erstveröffentlichung: August 1965 Katalog-Nummer: 158                |
| 1966 | (I’m Just A) Fool For You –                              | — | US88 (2 Wo.)US | — | Erstveröffentlichung: 1966 Katalog-Nummer: 167                       |
| 1966 | I Fooled You This Time –                                 | — | US45 (8 Wo.)US | R&B3 (14 Wo.)R&B | Erstveröffentlichung: 1966 Katalog-Nummer: 155                       |
| 1967 | Girl Don’t Care –                                        | — | US66 (9 Wo.)US | R&B16 (9 Wo.)R&B | Erstveröffentlichung: 1967 Katalog-Nummer: 55312                     |
| 1967 | To Be a Lover –                                          | — | US94 (4 Wo.)US | R&B9 (10 Wo.)R&B | Erstveröffentlichung: 1967 Katalog-Nummer: 1165                      |
| 1967 | There Goes the Lover –                                   | — | US98 (1 Wo.)US | R&B46 (2 Wo.)R&B | Erstveröffentlichung: 1967 Katalog-Nummer: 55339                     |
| 1968 | There Was a Time –                                       | — | US82 (3 Wo.)US | R&B22 (10 Wo.)R&B | Erstveröffentlichung: 1968 Katalog-Nummer: 55383                     |
| 1968 | River of Tears –                                         | — | — | R&B19 (10 Wo.)R&B | Erstveröffentlichung: 1968 Katalog-Nummer: 1199                      |
| 1968 | Show Me the Way to Go –                                  | — | — | R&B30 (7 Wo.)R&B | Erstveröffentlichung: 1968, mit Barbara Acklin Katalog-Nummer: 55366 |
| 1968 | From the Teacher to the Preacher –                       | — | US57 (8 Wo.)US | R&B16 (11 Wo.)R&B | Erstveröffentlichung: 1968, mit Barbara Acklin Katalog-Nummer: 55387 |
| 1970 | Groovy Situation –                                       | — | US12 Gold · (15 Wo.)US | R&B8 (15 Wo.)R&B |                                                                      |
| 1970 | Simply Call It Love –                                    | — | US75 (5 Wo.)US | R&B29 (7 Wo.)R&B |                                                                      |
| 1971 | You Just Can’t Win (By Making The Same Mistake) –        | — | — | R&B32 (4 Wo.)R&B | mit Jerry Butler                                                     |
| 1971 | You’re a Lady –                                          | — | — | R&B14 (10 Wo.)R&B |                                                                      |
| 1971 | Ten and Two (Take This Woman Off This Corner) –          | — | — | R&B44 (2 Wo.)R&B |                                                                      |
| 1972 | Yes I’m Ready (If I Don’t Get to Go) –                   | — | — | R&B47 (2 Wo.)R&B |                                                                      |
| 1978 | Tomorrow I May Not Feel the Same –                       | — | — | R&B51 (12 Wo.)R&B |                                                                      |
| 1979 | Get Down –                                               | UK11 Silber · (11 Wo.)UK | US53 (9 Wo.)US | R&B3 (22 Wo.)R&B |                                                                      |
| 1979 | When You’re # 1 –                                        | UK43 (5 Wo.)UK | US99 (2 Wo.)US | R&B31 (11 Wo.)R&B |                                                                      |
| 1979 | Do What Comes So Natural –                               | — | — | R&B73 (4 Wo.)R&B |                                                                      |
| 1980 | Does She Have a Friend? –                                | UK28 (9 Wo.)UK | — | R&B28 (15 Wo.)R&B |                                                                      |
| 1980 | Lay Me Gently –                                          | — | — | R&B73 (3 Wo.)R&B |                                                                      |
| 1982 | I’ll Make the Living If You Make the Loving Worthwhile – | UK88 (2 Wo.)UK | — | R&B40 (9 Wo.)R&B |                                                                      |
| 1985 | Haven’t You Heard That Line Before –                     | — | — | R&B61 (8 Wo.)R&B |                                                                      |
| 1986 | Lucy –                                                   | — | — | R&B43 (10 Wo.)R&B |                                                                      |